# Ognian Gerdzhikov
Ognian Stefanov Gerdzhikov (en búlgaro: Огнян Стефанов Герджиков; n. Sofía, Bulgaria, 19 de marzo de 1946) es un político, abogado y profesor búlgaro.

## Biografía
Nacido en la ciudad-capital búlgara, el día 19 de marzo de 1946. Es Catedrático en Derecho por la Universidad de Sofía, en la cual inició su carrera como profesor de la Facultad Jurídica en 1979. También desde 1994 ha sido profesor de estudios legales.
Entre el 5 de julio de 2001 y el 4 de febrero de 2005, sirvió como presidente de la Asamblea Nacional de Bulgaria, además de ser diputado del mismo como miembro del Movimiento Nacional para la Estabilidad y el Progreso.
Debido a la disolución del parlamento y el anuncio de elecciones anticipadas, el día 27 de enero de 2017 ha sido nombrado por el presidente Rumen Radev, para que sea el nuevo y 54.º primer ministro de Bulgaria en calidad de interina durante este período de transición política, sustituyendo en el cargo a Boiko Borísov.

## Vida privada
Ognian Gerdzhikov está casado y tiene un hijo.
Además de su natal búlgaro, habla con fluidez los idiomas alemán y ruso.[cita requerida]
Sus pasatiempos favoritos son el tenis de mesa, el fútbol y el poder viajar.

## Condecoración
| Título                                            | Otorgado por               | Fecha |
| ------------------------------------------------- | -------------------------- | ----- |
| Condecorado con la Orden de los "Montes Balcanes" | Presidente Georgi Parvanov | 2006  |